# Kang Daniel
Dans ce nom coréen, le nom de famille, Kang, précède le nom personnel.
Kang Daniel (coréen : 강다니엘) est un chanteur sud-coréen né le 10 décembre 1996, notamment connu pour avoir fini premier de l'émission télévisée Produce 101 saison 2. 
Il était membre du groupe masculin sud-coréen Wanna One. Il a débuté en tant qu'artiste solo le 25 juillet 2019 avec son premier mini-album, Color on Me.

## Biographie

### Enfance et pré-début
Kang Daniel est né sous le nom de Kang Eui-geon (coréen : 강의건) à Busan en Corée du Sud, en tant qu'enfant unique de sa famille. Il a décidé de changer légalement son prénom en raison de la difficulté de sa famille et de ses proches à le prononcer. Plus tard, sur les conseils d'un professeur, Daniel a commencé à danser. Lors d'une apparition dans l'émission de variété Hello Counselor, il a révélé qu'il était mis à l'écart à l'école primaire en raison de son apparence, c'est ce qui l'a poussé à développer son amour propre à travers sa passion pour la danse.
Avant d'apparaître dans Produce 101 saison 2, Daniel a été formé pendant deux ans et un mois. Il a tout d'abord commencé à s'entraîner sous la B2M Entertainment jusqu'à la dissolution de l'agence, il est alors devenu un apprenti sous la MMO Entertainment. À cette époque il est notamment apparu dans Her Secret Weapon, en interprétant Invitation de Uhm Jung-hwa, où il a servi de danseur pour Cao Lu des Fiestar et Sihyun des Spica.

### 2017–2018:Produce 101etWanna One
En 2017, Kang Daniel a représenté la MMO Entertainment dans l'émission de réalité, Produce 101 saison 2 où des apprentis idoles s'affrontent pour faire partie du groupe final. Il est connu pour avoir fini premier lors du dernier épisode faisant de lui le membre central de Wanna One, groupe masculin temporaire sous la YMC Entertainment.
Kang Daniel a débuté officiellement avec Wanna One le 7 août 2017 au Gocheok Sky Dome avec le mini-album 1×1=1 (To Be One),. Pendant la préparation de ses débuts, il a aussi été confirmé qu'il rejoindrait la saison pilote de l'émission de variété de la chaîne MBC intitulée, It's Dangerous Beyond The Blankets présentée pour la première fois le 27 août 2017,. Dans le même mois, il a fait la Une du magazine Weekly Chosun, qui se spécialise dans la publication des grandes actualités et des affaires publiques en Corée du Sud, avec un article mettant l'accent sur sa popularité auprès du grand public. Après la fin de la promotion du mini-album, le 30 août 2017, il a été choisi pour être la première célébrité masculine à apparaître en 14 ans d'existence en couverture du magazine de mode Coréen InStyle pour son numéro d'octobre 2017,. Il a aussi signé pour être membre de l'émission de variété Master Key (en), de la chaîne SBS, pour laquelle il a remporté le Rookie Award (dans la catégorie variété) aux SBS Entertainment Awards de 2017,.
En 2018, il a participé à plusieurs activités solo de premier plan, notamment en tant qu'acteur principal pour le clip vidéo Days Without You (coréen : 너 없는 시간들) des Davichi. Il est aussi revenu dans la seconde saison de It's Dangerous Beyond the Blankets,, émission pour laquelle il a d'ailleurs remporté le Rookie Award (dans la catégorie variété) aux MBC Entertainment Awards. Il a également continué à promouvoir avec Wanna One, y compris dans le cadre du sous-groupe de Wanna One Triple Position avec lequel il a gagné le prix de meilleur sous-unité  aux Mnet Asian Music Awards. Il a terminé son contrat avec Wanna One le 31 décembre 2018, bien qu'il ait continué les activités avec le groupe jusqu'aux concerts d'adieux tenus du 24 au 27 janvier 2019.

### 2019: activités solo
Le 31 janvier 2019, après la fin de ses activités avec Wanna One, il a été annoncé que Kang Daniel serait transféré à la LM Entertainment. Cependant, le 21 mars 2019, Kang Daniel a soumis une demande de suspension de son contrat exclusif avec la LM Entertainment. Son représentant légal a révélé que la LM Entertainment a signé des contrats commerciaux conjoints qui cédaient les droits du contrat exclusif de Kang Daniel à des tiers sans son consentement préalable. Le 10 mai 2019, le tribunal du District Central de Séoul s'est prononcé en faveur de Kang Daniel, autorisant la suspension de son contrat. Par la suite, le 10 juin 2019, Kang a établi sa propre agence, la Konnect Entertainment pour ses futures activités. Un deuxième procès a eu lieu le 26 juin 2019 après que la LM Entertainment ait décidé de faire appel au sujet de la suspension de contrat, mais l'appel a été rejeté par le tribunal du District Central de Séoul le 11 juillet 2019. Le même jour que la décision du tribunal de rejeter l'appel, il a été révélé sur le site internet de son agence que Kang Daniel planifiait de faire ses débuts solo le 25 juillet 2019.
Il confirme ainsi en août 2019, qu'il est en couple avec Park Jihyo, leader et chanteuse principale du célèbre groupe formé par JYP Entertainment, Twice. Les deux chanteurs ont commencé à se fréquenter depuis le début de l'année 2019. Le couple a énormément fait parler de lui dans les réseaux sociaux, le désignant comme « couple de puissance ». Cependant, le 10 novembre 2020, Dispatch a annoncé leur rupture officiellement, à cause de leurs projets musicaux qu’ils voulaient tous deux faire passer en priorité.

## Dans les médias
Il a été reconnu pour sa notoriété et son pouvoir marketing, ayant été en tête des classements Power CF Male Model et Power CF Individual Male Member Group, publié par la Korean Corporate Reputation Research Institute,. Fin 2017, il a été classé deuxième idole préféré des Coréens dans un sondage annuel réalisé chaque année par Gallup Korea.
En janvier 2019, le nom de Kang Daniel a été inclus dans la liste annuelle de Forbes Korea des 2030 leaders du secteur du divertissement. La liste a été choisie par six groupes d'experts indépendants de l'industrie qui se sont entretenus avec Forbes afin d'en déterminer la composition finale,. La même année, il a été classé cinquième des idoles préférés par l'enquête annuelle de Gallup Korea.
Le 3 janvier 2019, le Livre Guinness des records a annoncé que Kang Daniel a établi un nouveau record pour « Le plus rapide à atteindre un million d'abonnés sur Instagram », atteignant le nouveau record de 11 heures et 36 minutes après avoir rejoint la plateforme du réseau social le jour du Nouvel An et par ce fait battant le précédent record de 12 heures détenu par le pape François,. Forbes a classé Kang Daniel comme étant la quatrième célébrité la plus puissante dans leur liste des Korea Power Celebrity list, faisant de lui le seul artiste solo parmi les groupes figurant dans le top 5.
Le 12 juin 2019, l'agence de Kang Daniel a révélé qu'il a été nommé ambassadeur de la promotion de la ville de Busan. Kang Daniel a été élu à travers un événement tenu en avril 2019 pour donner l'opportunité aux citoyens de Busan de voter pour la célébrité qu'ils jugent la plus appropriée pour promouvoir la ville,. La cérémonie officielle a eu lieu le 9 juillet 2019 au Sajik Baseball Stadium. Le maire de Busan Oh Keo-don a remis cet honneur. Par ailleurs, Kang Daniel a aussi été désigné pour effectuer le premier lancé de cérémonie du match de la Ligue KBO tenu le même jour, opposant Lotte Giants et NC Dinos,,.

## Discographie

### Mini-albums (EPs)
| Titre       | Détails | Meilleures positions dans les charts | Meilleures positions dans les charts | Ventes                        |         |
| Titre       | Détails | COR                                  | JAP                                  | Ventes                        |         |
| ----------- | --- | ------------------------------------ | ------------------------------------ | ----------------------------- | ------- |
| Color on Me | - Date de sortie : 25 juillet 2019 - Label : Konnect Entertainment - Formats : CD, téléchargement numérique | 1                                    | 23                                   | - COR : 500,134 - JAP : 2,324 |         |
| Cyan        | - Date de sortie: 24 mars 2020 - Label: Konnect Entertainment - Formats: CD, téléchargement numérique       | 1                                    | —                                    | à venir                       | à venir |
| MAGENTA     | - Date de sortie: 3 août 2020 - Label: Konnect Entertainment - Formats: CD, téléchargement numérique        | —                                    | —                                    | à venir                       | à venir |
| Yellow      | - Date de sortie :13 avril 2021 - Label : Konnect Entertainment - Formats : CD, téléchargement numérique    | —                                    | —                                    | à venir                       | à venir |

## Filmographie

### Emissions télévisées
| année   | Titre                              | Chaîne | Rôle              | Note(s)                  | Réf.   |
| ------- | ---------------------------------- | ------ | ----------------- | ------------------------ | ------ |
| 2017    | Produce 101 saison 2               | Mnet   | Concurrent        | Fini à la première place | [ 41 ] |
| 2017    | Master Key (en)                    | SBS    | Membre du casting | Épisode 1, 4–10          | [ 42 ] |
| 2017–18 | It's Dangerous Beyond the Blankets | MBC    | Membre du casting | Saisons 1 and 2          | [ 43 ] |
| 2018    | Produce 48                         | Mnet   | Animateur spécial | Épisode 1                | [ 44 ] |

### Clips vidéos
| Année | Titre                             | Artiste |
| ----- | --------------------------------- | ------- |
| 2018  | Days Without You (너 없는 시간들) | Davichi |

## Récompenses et nominations
| Année | Award                                   | Catégorie                                | Travail nommé                      | Résultats | Réf.   |
| ----- | --------------------------------------- | ---------------------------------------- | ---------------------------------- | --------- | ------ |
| 2017  | 3rd Fashionista Awards                  | Best Fashionista (Rising Star)           | N/A                                | Lauréat   | [ 45 ] |
| 2017  | 11th SBS Entertainment Awards           | Rookie Award (Variety)                   | Master Key                         | Lauréat   | [ 46 ] |
| 2018  | 10th MTN Broadcast Advertising Festival | Grand Prize (Audience)                   | N/A                                | Lauréat   | [ 47 ] |
| 2018  | Brand of the Year Awards                | Grand Prize (Male CF Model)              | N/A                                | Lauréat   | [ 48 ] |
| 2018  | Elle Style Awards                       | Best Magazine Cover Award                | N/A                                | Lauréat   | [ 49 ] |
| 2018  | 18th MBC Entertainment Awards           | Rookie Award (Variety)                   | It's Dangerous Beyond the Blankets | Lauréat   | [ 50 ] |
| 2019  | 1st The Fact Music Awards               | Fan N Star Choice Award (Individual)     | N/A                                | Lauréat   | [ 51 ] |
| 2019  | 1st The Fact Music Awards               | Fan N Star Most Votes Award (Individual) | N/A                                | Lauréat   | [ 51 ] |
| 2019  | 1st The Fact Music Awards               | Fan N Star Hall of Fame (Individual)     | N/A                                | Lauréat   | [ 51 ] |